# 王尚義
王尚義（1936年9月25日—1963年8月26日），臺灣作家，河南汜水人，國立臺灣大學醫學系畢業，26歲早逝後以遺作《野鴿子的黃昏》聞名臺灣文壇。

## 生平
1948年，王尚義母親帶著王尚義等四位子女從河南省輾轉經香港轉至臺灣，以投靠在先隨政府到臺灣的王尚義父親。中途，暫住於調景嶺的難民收容中心時，王尚義因思鄉還偷自搭火車去廣東三天才回來。王尚義於調景嶺住了近一年後，搭乘運兵船抵達高雄港，又搭船到父親教書的澎湖。因澎湖當時無中學，在中華救助總會安排下，王尚義便獨自一人至臺灣本島念書。
在員林實驗中學期間，成績優秀的王尚義開始閱讀中外文學名著，經常投稿到校刊。該校畢業後，他以第一名考入臺灣大學醫學院。這時，全家其他成員也從澎湖搬到了新店鎮。因對醫科不感興趣，大學二年級時，王尚義曾和父親談到他想轉到哲學系的想法，頓時被父親拒絕。
王尚義除趁課餘時間畫油畫、練小提琴外，還加入學校社團的楓葉劇社，對當時老演反共戲的話劇不以為然，便與王正方合作演起莫里哀等作品，但之後被課外活動組明令要演符合國策的劇本，而中止。王尚義妹妹王長安回憶兄長曾對對宗教有著狂熱，先加入教會查經班、唱詩班。在他想與胡姓表妹戀愛交往時，受身兼國代及育幼院長的姑媽反對，並動用家人熟悉的牧師來規勸，使他對愛情幻滅，以大量閱讀及寫作來忘卻，也遠離基督教轉向佛教。
王尚義與陳鼓應、楊耐冬、李敖、張尚德、馬宏祥、何偉康等人成為好友，大多是單身來臺灣的流亡學生，在過年過節時還帶著他們回新店的家吃飯。不過，對於妹妹王尚勤與李敖交往，他是反對立場，稱「妹妹是被吊在痛苦的樹上了」。
寒暑假時，王尚義會去新店山區的佛寺過著素食的生活。王正方對王尚義探討了生死的精義作品大悲咒感到印象深刻。在醫學院七年間，王尚義除深入宗教思想領域，還讀龐大西洋哲學的書籍，特別是卡繆、尼采、齊克果、叔本華等眾多作品。在校期間，王尚義已成一位薄有名氣的作家，曾以「異鄉人到失落的一代」發表演講，日後發表成文章。
《從異鄉人到失落的一代》是王尚義第一本出的書，內容談及達達主義、人道主義、存在主義等哲學、文學、藝術。起先由文星出版社出版，但有錯字多、且文章段落倒置的問題，後由楊牧校正，改交由大林書店於1969年重新排版印製發行。
王尚義堪稱當時臺灣貧窮而威權的社會裡「苦悶青年」的代表，以帶著浪漫主義的文筆，掀開現實世界虛偽面紗的痛苦，直接說出了寫作者心裡的感覺與想法。一當時處於臺灣白色恐怖時期，王尚義因思想問題，被情治單位定期盤問審查，讓有肝病的他受到精神折磨。一位熟識的同學說王尚義表面是笑聲爽朗，但他內心極其壓抑，是定期要去警局報到的「問題人物」。
王尚義曾夢想畢業後，追隨史懷哲奉獻非洲大陸，要成了一位遠離都市榮華的年青醫生跋涉至荒野中診療痛苦的病患。因經濟情況窘困，在繁重的功課之外，他兼了兩家夜校的鐘點，另外還趕寫文章，而有了肝癌。但他的病被醫生誤診為胃病，之後全身變黃而於1963年8月7日入院，同月26日去世。臨終前，他要求自己離開已久的團契唱詩班，為他作最後一次獻唱。
在六張犁墓碑上刻著王尚義自己寫的小詩：「像那山忘記那雲，像那樹忘記那風，像那橋忘記那水底幽情，明天的路上，有水，有雲，有風，讓生命在今天沈默吧！」

## 身後
《正氣中華報》刊登王尚義遺作小說野鴿子的黃昏，該篇是作者講他與胡姓表妹的戀愛故事，之後這篇就從原先收錄於《從異鄉人到失落的一代》一書選出改作書名，並收錄與劉姓女子交往的書信。水牛出版社發行人彭誠晃回憶，自《野鴿子的黃昏》此書於1966年首次印行，僅一年多即創下15版，受當時學生喜好與知名。本來水牛出版社當年創立時，是作不到一年便要倒閉的。該書被教師指為「太灰色」，首仙仙自殺時就在身邊放此書，也牽涉到1994年北一女中學生自殺事件。對二位女學生因為讀了《野鴿子的黃昏》而自殺身亡，家人表示愧疚不已。1970年末，由秦漢等將野鴿子的黃昏拍成同名電影。
除《野鴿子的黃昏》，其餘稿件經親友整理，還出版了長篇小說《狂流》、文學評論集《從異鄉人到失落的一代》、新詩集《野百合花》、短文及散文集《溪谷足音》、《落霞與孤鶩》。日後常有讀者寄信到王尚義的家族、書迷到墓碑獻花。